# Ocotea baracoensis
Ocotea baracoensis är en lagerväxtart som beskrevs av A. Borhidi & N. Imchanitskaya. Ocotea baracoensis ingår i släktet Ocotea och familjen lagerväxter. Inga underarter finns listade i Catalogue of Life.